# Convento de las Dueñas
Il Convento de las Dueñas (in italiano Convento delle Padrone) è un convento femminile dell'ordine dominicano che si trova a Salamanca, in Spagna.
Il convento di Santa è stato fondato nel 1419  da Juan Sánchez de Sevilla, tesoriere di Giovanni II, con il fine di realizzare un luogo in cui le signore della nobiltà potessero rifugiarsi, motivo per il quale prese il nome.

L'edificio è stato realizzato all'interno di un palazzo in stile mudéjar, di cui ancora oggi si conservano un portale con arco a sesto acuto e una parete decorata con azulejos, La chiesa del convento fu costruita verso la metà del XVI secolo e ha una sola navata in stile gotico e una facciata in stile plateresco.

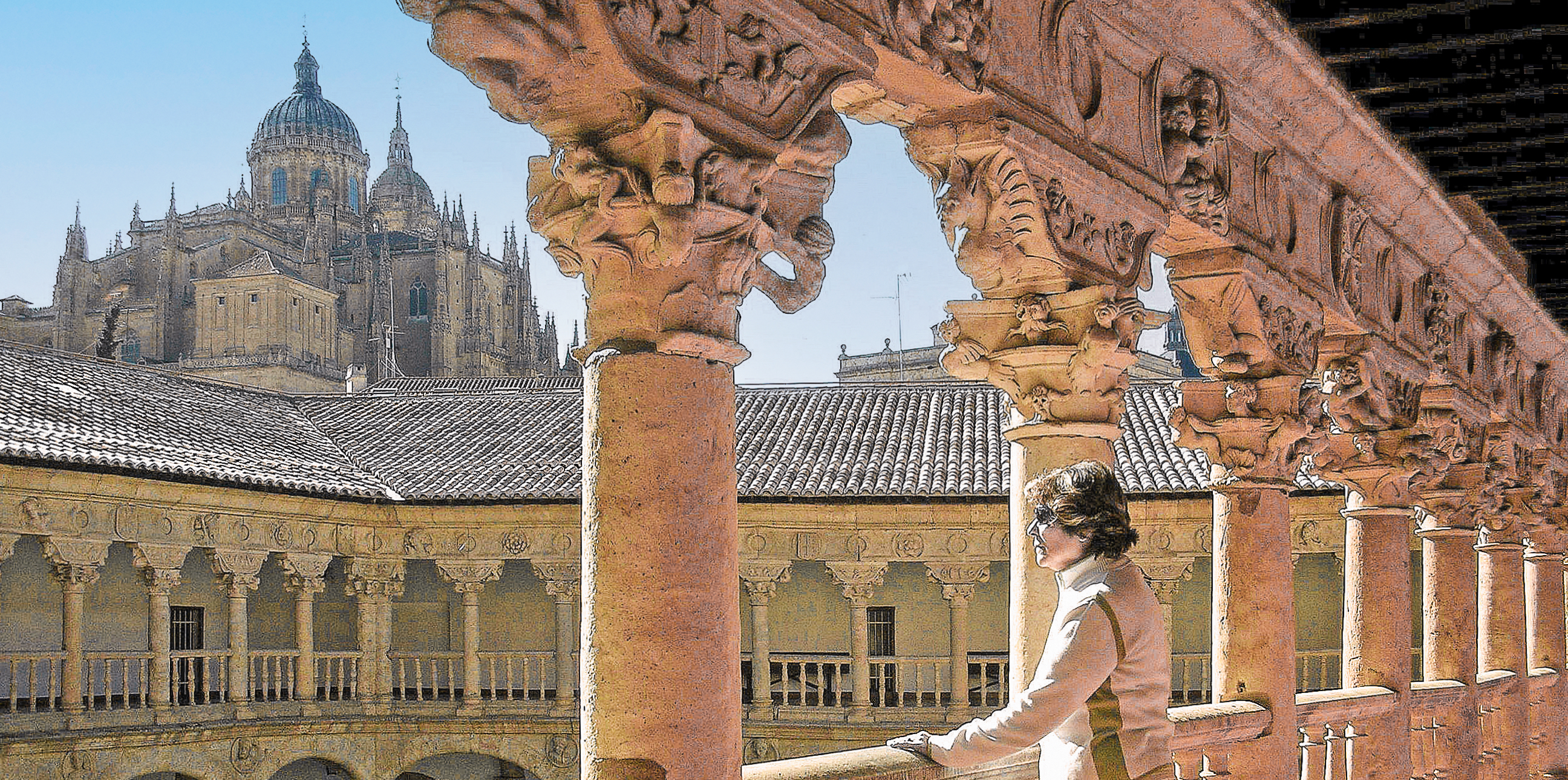
Il chiostro

L'elemento architettonicamente più interessante è il chiostro rinascimentale, costruito nel 1533, la cui particolare pianta pentagonale irregolare  è dovuta al fatto che si è dovuta adattare alle strutture già esistenti.